# هانترز پوینت (آریزونا)

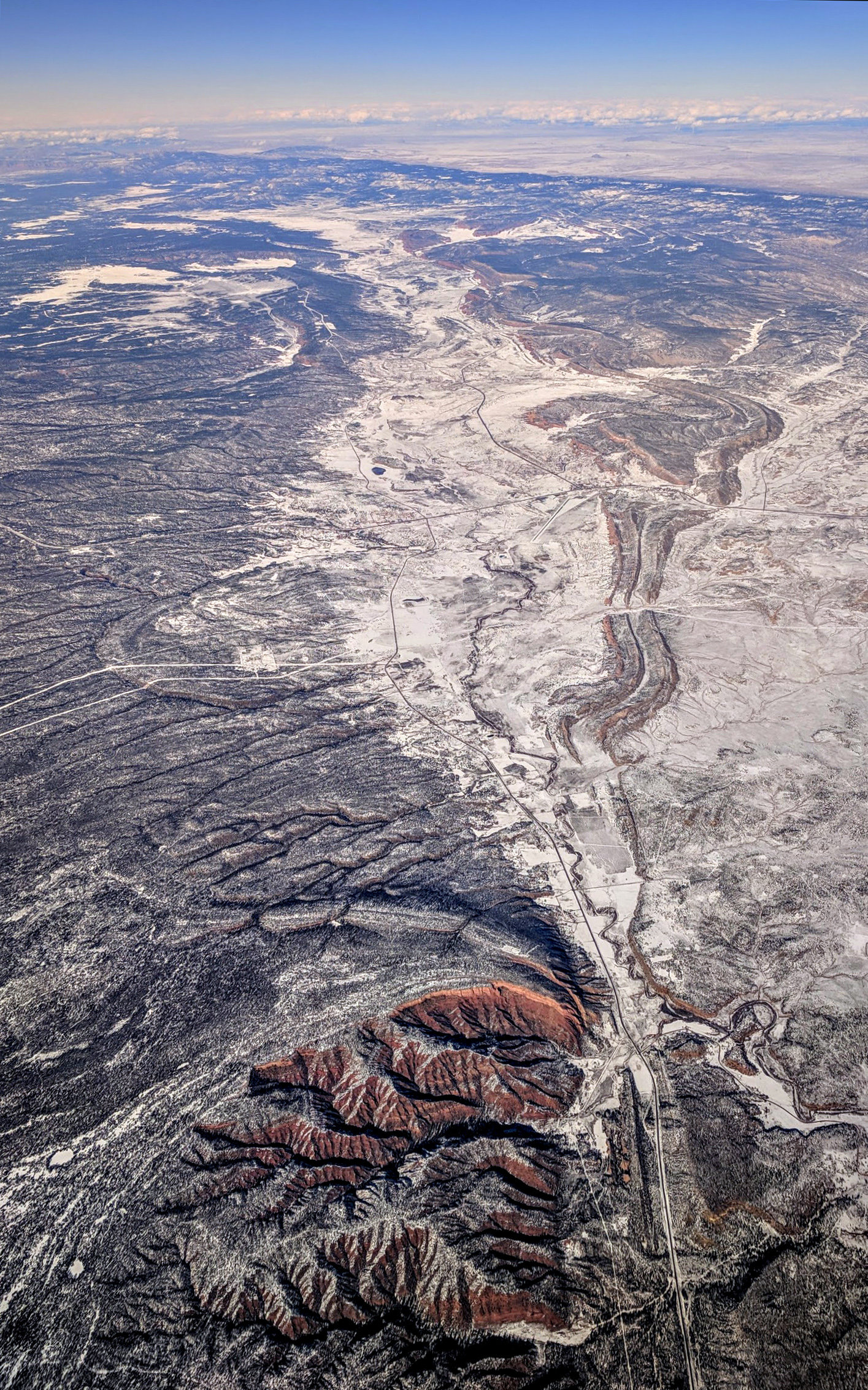
نمای هوایی از هانترز پوینت

هانترز پوینت (به انگلیسی: Hunters Point) یک منطقهٔ مسکونی در ایالات متحده آمریکا است که در شهرستان آپاچی، آریزونا واقع شده‌است. هانترز پوینت ۲٬۰۴۱٫۸۸ متر بالاتر از سطح دریا واقع شده‌است.